# Embelia ottoniana
Embelia ottoniana är en viveväxtart som beskrevs av Herman Otto Sleumer. Embelia ottoniana ingår i släktet Embelia och familjen viveväxter. Inga underarter finns listade i Catalogue of Life.